# Cantone di Tinténiac
Il Cantone di Tinténiac era una divisione amministrativa dell'arrondissement di Saint-Malo.
A seguito della riforma approvata con decreto del 18 febbraio 2014, che ha avuto attuazione dopo le elezioni dipartimentali del 2015, è stato soppresso.

## Composizione
Comprendeva i comuni di:
- La Baussaine
- La Chapelle-aux-Filtzméens
- Longaulnay
- Plesder
- Pleugueneuc
- Saint-Domineuc
- Saint-Thual
- Tinténiac
- Trévérien
- Trimer